# Labná

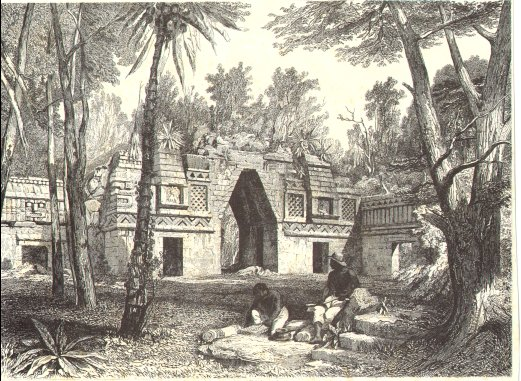
Torbogen in Labná – Zeichnung von Frederick Catherwood (1843)

Labná ist eine Ruinenstadt der Maya auf der Halbinsel Yucatán in Mexiko. Sie befindet sich rund 10 km östlich von Sayil, einer weiteren wichtigen Maya-Ruine. Der Name Labná bedeutet so viel wie „altes Haus“, wobei die Stadt erst in der Neuzeit bei der Wiederentdeckung diesen Namen erhielt. Der ursprüngliche Name ist nicht bekannt.

## Geschichte
Die Blütezeit der Stadt lag vermutlich im 7. bis 9. Jahrhundert n. Chr. (das letzte Datum der „Langen Zählung“ stammt aus dem Jahr 862) und man geht davon aus, dass sie zur damaligen Zeit von etwa 2.000 Menschen bewohnt war.
Wiederentdeckt wurde Labná vom Forscherduo John Lloyd Stephens und Frederick Catherwood im Jahr 1842. Die Zeichnungen Catherwoods aus dieser Zeit gehören zu den bekanntesten Motiven der Maya-Kultur (vor allem diejenigen des Torbogens). Teobert Maler reiste im Jahr 1886 nach Labná, ein Jahr später Edward Herbert Thompson. Eine moderne eingehende Untersuchung stammt von Harry E. D. Pollock. Seit Mitte der 1990er Jahre unternimmt ein mexikanisches archäologisches Projekt unter Tomás Gallareta Negrón eine Erkundung von Labná und der näheren Umgebung und führt Rekonstruktionsarbeiten aus.

## Der Palast(Gran Palacio)

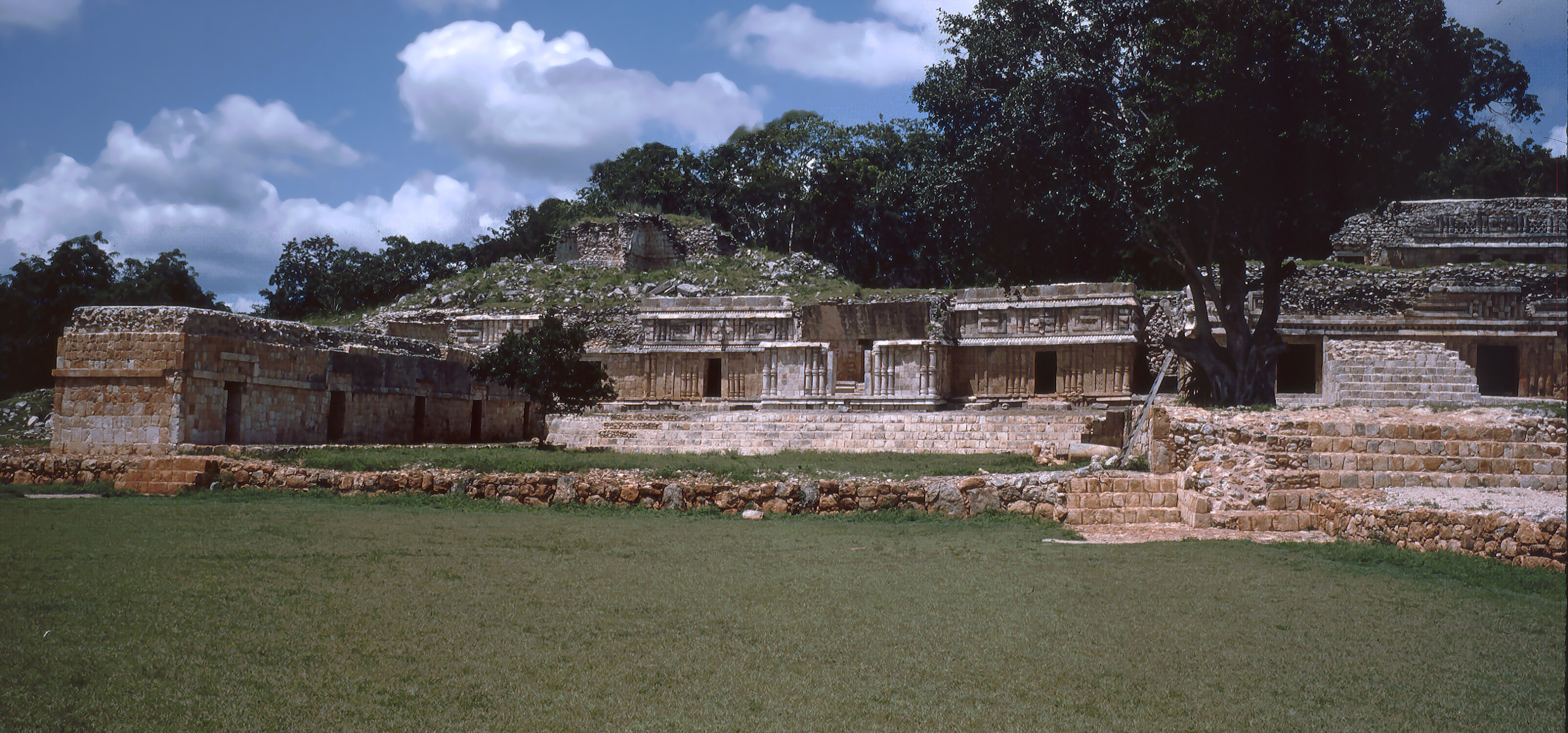
Mittlerer Teil des zweistöckigen Palastes

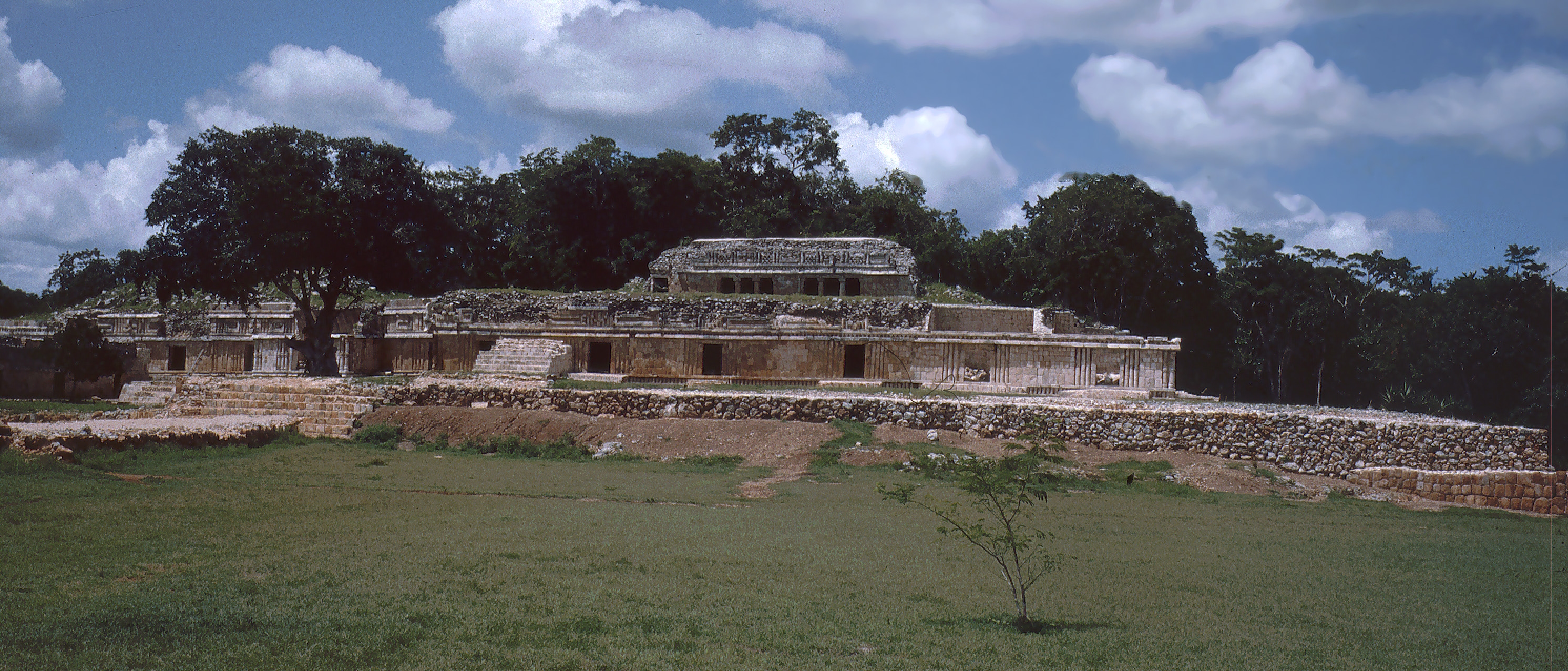
Ostflügel des zweistöckigen Palastes

Der Palast steht in der Mitte einer ebenen Fläche, auf der sich der Großteil der Siedlung befindet, am südlichen Abhang einer wenige Meter hohen Felserhebung. Dort entstanden zunächst die ersten Bauten, später wurde der Zwischenraum zwischen der Rückwand der Gebäude und der Oberfläche des Hügels aufgefüllt und so eine Fläche für mehrere unabhängige Bauten geschaffen, die auf diese Weise den Eindruck eines zweiten Stockwerks erwecken. Diese Arbeiten waren bei der Einstellung der Bautätigkeiten noch nicht abgeschlossen. Der Palast erstreckte sich über eine Breite von 110 m und umfasste vermutlich 67 Räume.

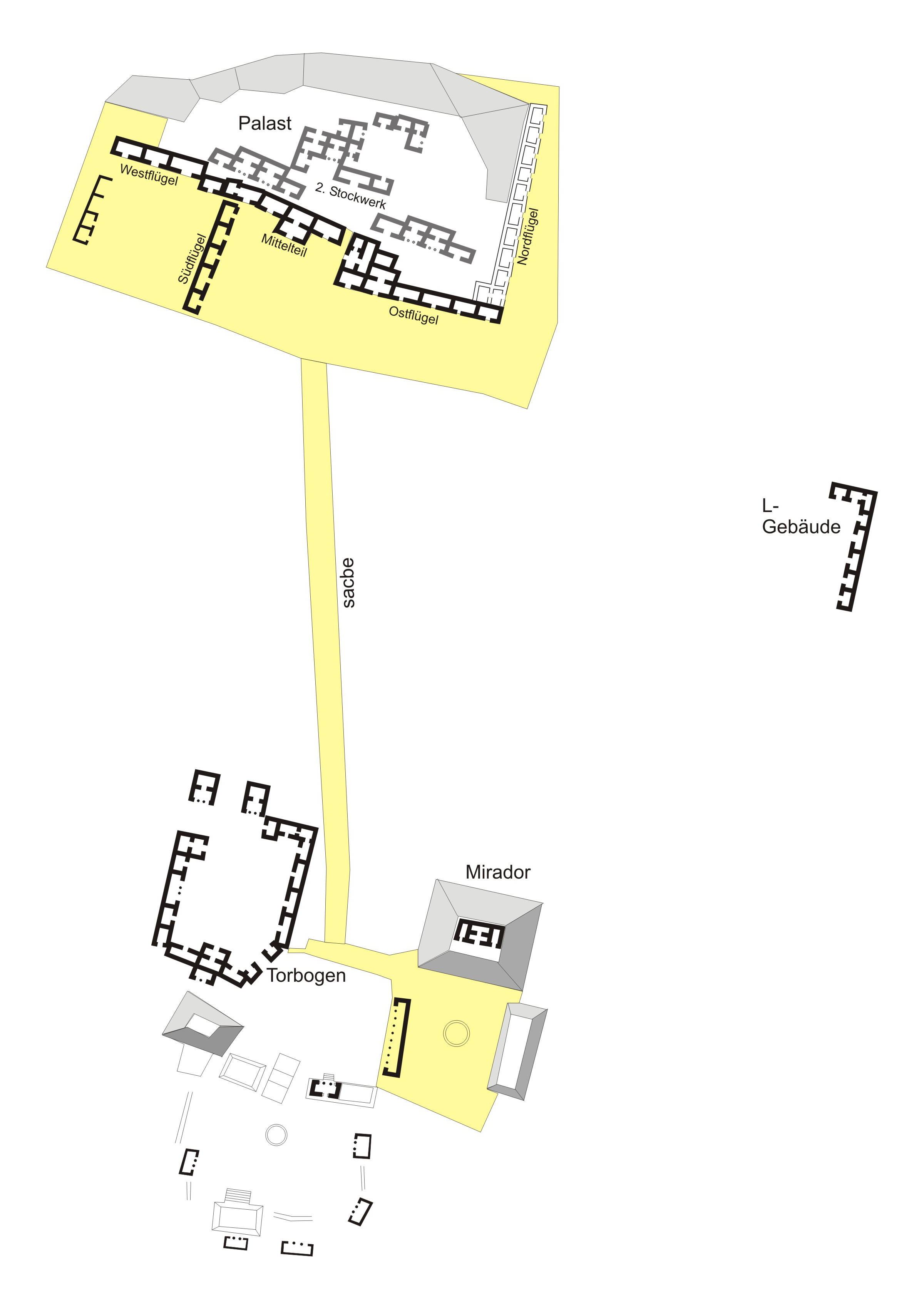
Übersichtsplan (rekonstruktiv) des zentralen Teils von Labná

Im Gegensatz zu anderen Palastbauten in der Puuc-Region ist der von Labná über eine längere Zeit durch ständige Zubauten und Veränderungen organisch gewachsen. In groben Zügen kann man sagen, dass je höher am Hügel ein Bauabschnitt gelegen ist, desto jünger ist dieser. 

### Südflügel
Der älteste Gebäudeteil liegt ganz in der Ebene, auf dem niedrigsten Niveau der Plattform des Palastes. Er läuft ungefähr von Nord nach Süd und ist einfach gehalten. Das Bauwerk besteht aus fünf Räumen mit Eingängen von Osten, wobei der nördlichste Raum erst im Verlauf der Bauarbeiten angefügt wurde. Die Gestaltung der Fassade mit glatten Wänden mit ganz unregelmäßig geschnittenen und gesetzten Wandsteinen und einem einfachen Gesimsband, das über den Türeingängen hochspringt, und dort eine ganz kleine Mosaikzeile aufweist, weisen den Gebäudeteil dem Frühen Puuc-Stil zu. 

### Mittelteil

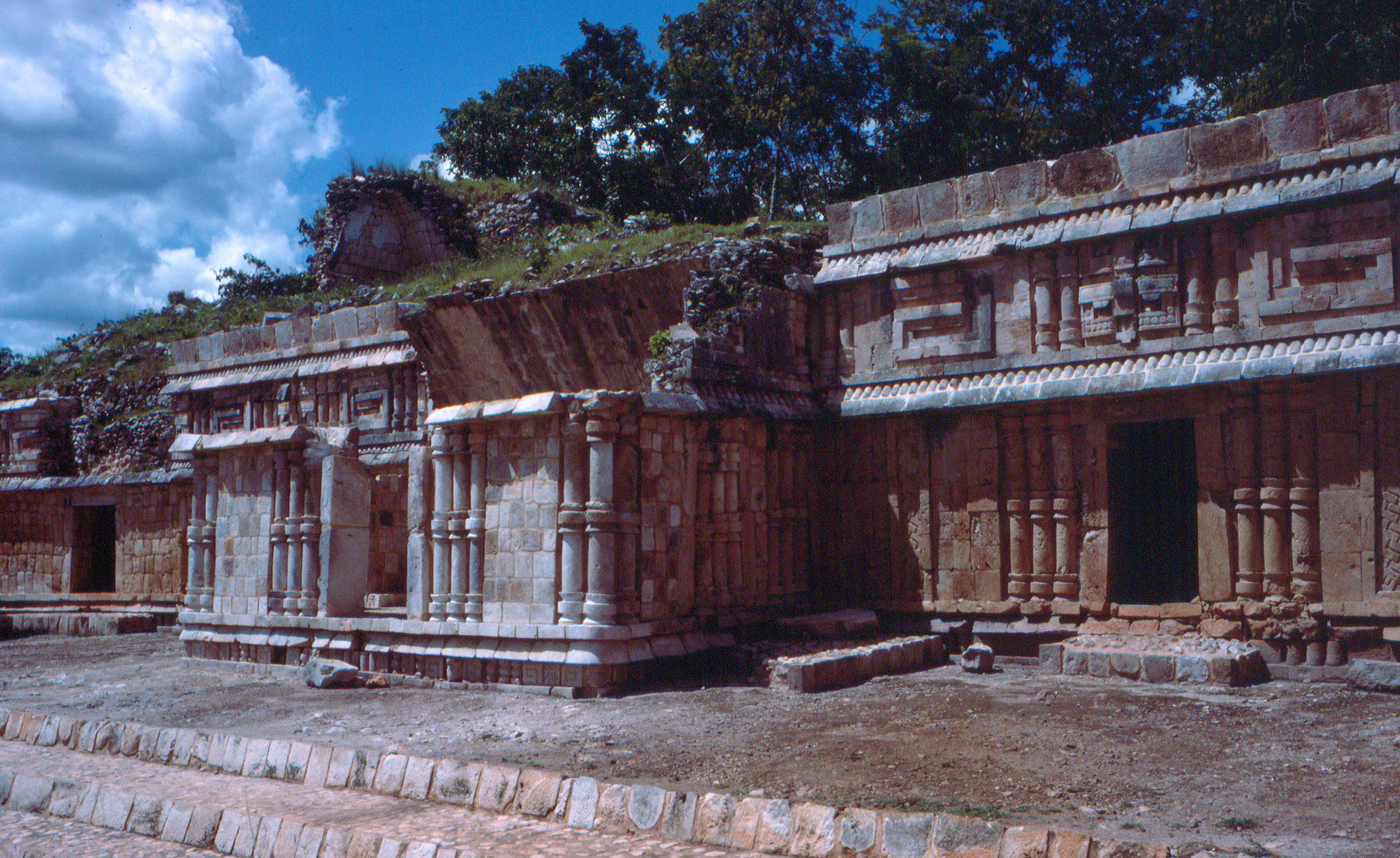
Mittelteil des Palastes mit späterem Vorbau

Auf einem etwas höher liegenden Teil der Plattform wurde der erste, aus drei Räumen bestehende Abschnitt des Palastes erbaut, allerdings noch ohne den später errichteten vorgesetzten vierten Raum. Auf ihn zielt der die Ebene überquerende Sacbé. Dieser zentral gelegene Bauteil sticht auch durch den üppigen Dekor hervor und dürfte der wichtigste Teil des Palastes gewesen sein. Der Sockel (zweigliederig, schlicht) und die Gesimse (dreigliedrig mit zentraler Säulchenreihe) entsprechen dem Üblichen, in der oberen Wandfläche wechseln Mäander mit Säulchenfeldern und breiten Chac-Masken über den Eingängen ab. An den Ecken befinden sich Rüsselmasken. Auffällig ist die untere Wandfläche: Neben den Türen erinnern drei Säulchen mit dreifacher Bindung an Häuser aus vergänglichem Material. Auf den glatten Wandflächen daneben sind senkrechte Felder mit Flechtmuster. Dies ist ein Wortspiel, denn die dargestellte Flechtmatte wird auf Mayathan als pop bezeichnet, was sich zugleich auch auf den entsprechend gefertigten Sitz eines Herrschers bezieht, und das Gebäude als popol na, als Beratungshaus der lokalen Oberschicht ausweist. Auch das Dreierbündel der dickeren Ecksäulen unterstreicht die Bedeutung dieses Bauteiles. Der vorspringende Raum hat Eingänge von allen drei Seiten und als Wanddekor Säulchen in der Wandfläche und an den Ecken. Der Sockel ist viergliedrig, wobei in der zweiten Reihe gebauchte Säulchen mit Mäandern und anderen Motiven abwechseln. Die Rückwand dieses Raumes ist ungewöhnlich reich ausgeschmückt: Stufenmäander, Reihen auf der Spitze stehender Quadrate und, sehr ungewöhnlich, horizontal eingesetzte kurze Säulentrommeln, die vermutlich wieder an Holzbauten erinnern sollen. Die hintere Hälfte des Raumes ist um drei Treppenstufen erhöht und als Plattform ausgebildet, deren Front als viergliedriges Gesims gestaltet ist. Man muss sich vorstellen, dass dort die im popol na zu erwartenden Beratungen stattgefunden haben.

### Westflügel
An diesen Bau wurde im Westen etwas später ein wiederum aus drei Räumen, aber nur mit zwei Eingängen bestehender Bau angefügt, der die Eckmaske des vorangehenden teilweise überdeckt. Während das Gebäude den Fassadendekor des vorherigen Baues in der oberen Wandfläche und den Gesimsen fortführt, ist die untere Wandfläche völlig glatt und hebt damit das popol na besonders hervor. Dieser Bauteil schließt an einen dreiräumigen Bau am westlichen Ende des Palastes an, der etwas vorher begonnen, aber im Zusammenhang mit der Errichtung des eben beschriebenen Teils fertiggestellt wurde. Bei diesem westlichen Bauteil folgt über einem dreigliedrigen Sockel mit kontinuierlicher Säulchenreihe in der Mitte eine glatte Wandfläche. Das mittlere Gesims und das obere Gesims gleichen dem Sockel. Die obere Wandfläche ist eine etwas abgewandelte Fortsetzung der östlich anschließenden.

### Ostflügel

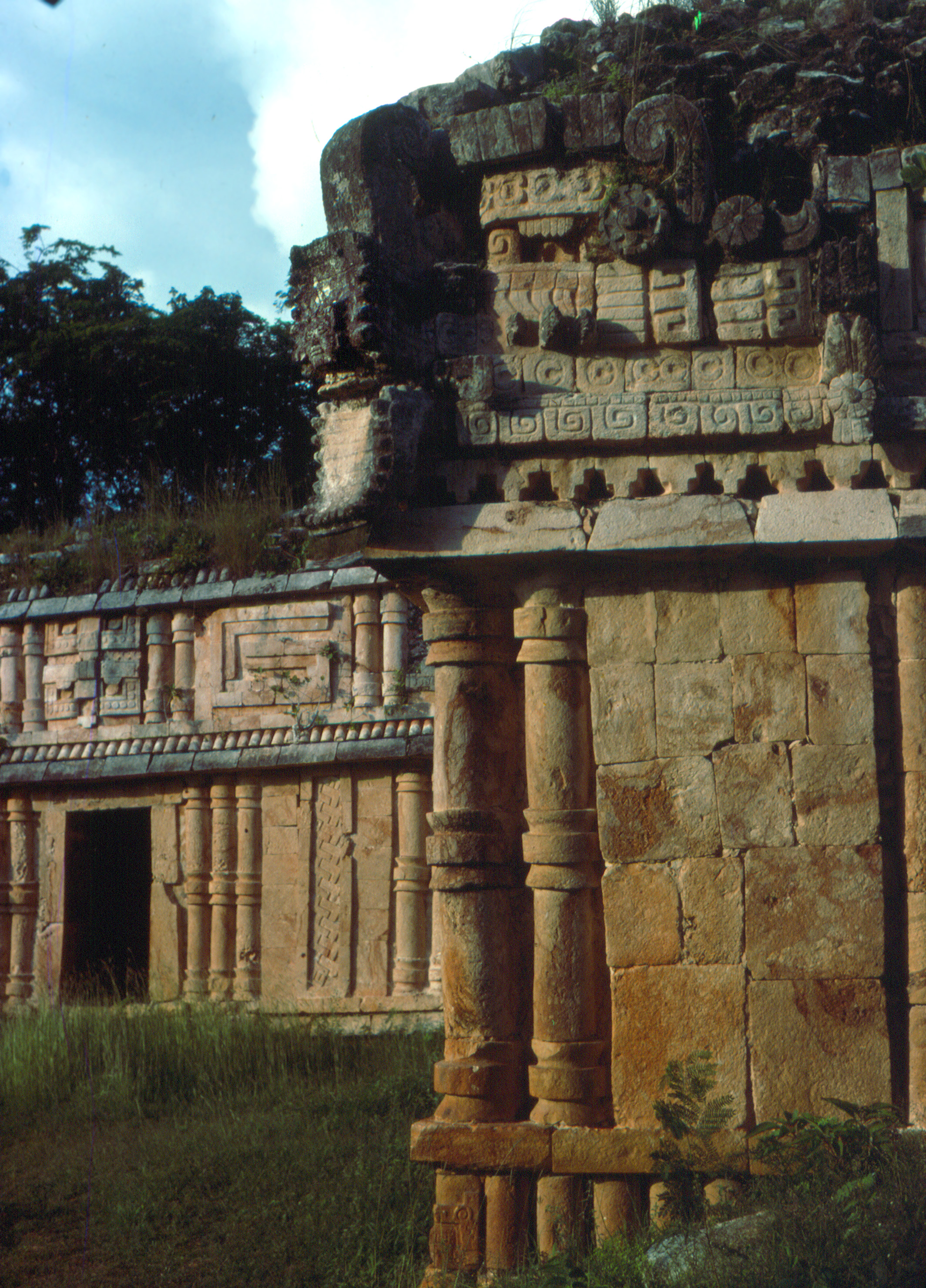
Ostflügel, Ecke mit Menschengesicht in Reptilrachen

Mit einem später eingefügten Bogen, der einen Durchgang bildet, wird der östliche Flügel des Palastes angeschlossen. Der Grundriss ist L-förmig, wobei der kürzere, nach Norden weisende Ast hintereinanderliegende Räume, aber nur einen Eingang aufweist. Hinter den Räumen ist ein nicht zugänglicher Raum in alter Zeit, vermutlich von Anfang an, als Zisterne eingerichtet worden. 
Der lange Flügel aus sechs Räumen ist nur nahe der Westecke gut erhalten, der östliche Teil stark rekonstruiert. Der Bau weist einen dreigliedrigen Sockel mit einer mittleren Reihe sehr hoher Säulchen auf. Um den dadurch bedingten Niveauunterschied zu den Innenräumen zu überbrücken, wurde vor jedem Eingang eine große Plattform mit zwei bis vier Stufen errichtet. Die untere Wandfläche ist meist glatt, es finden sich aber Gruppen von drei einfachen Säulchen beiderseits der Eingänge; nur die Säulen des Dreier-Bündels an den Ecken sind dicker und mit Bindungsmotiv. Das mittlere Gesims ist ungewöhnlich gestaltet: es besteht aus drei Bändern, das untere ist glatt und vorkragend, das mittlere vertieft und besteht aus einer ununterbrochenen Reihe von T-förmigen Elementen, darüber befindet sich ein glattes Band, auf dem von stellenweise Rosetten mit Gehände angebracht sind. Die obere Wandfläche zeigt üppigen Dekor: Stufenmäander, Chac-Masken und einzelne menschliche Figuren, von denen nur noch Reste erhalten sind. Über dem einzigen Eingang an der Westseite befindet sich eine große Maske, deren gewundener Rüssel ein Datum trägt, das umgerechnet dem 18. September 862 (julianisch) entspricht. An der Ecke weist der Sockel eine plastische Ausgestaltung mit einem menschlichen Gesicht auf. Das mittlere Gesims zeigt einen geöffneten Reptilrachen aus einer Maske mit einem herausblickenden Gesicht. Neben dem Eingang zum westlichsten Raum befindet sich eine Treppe zum Niveau des oberen Stockwerks, die über die Fassade hinwegging.

### Nordflügel
Der äußerste Flügel, der ab dem östlichen Ende nach Norden an der Seite des Hügel verläuft, ist niemals fertiggestellt worden. Die Wände reichen maximal bis zum Ansatz des Gewölbes, Schutt eines eingebrochenen Gewölbes mit seinen charakteristischen Gewölbesteinen ist nicht vorhanden. Die in kleinen Resten erhaltene Fassade zeigte in der unteren, zumeist glatten Wandhälfte Felder mit Kreuzsteinen. 

### Obergeschoss
Der als zweiter Stock erscheinende Teil des Palastes besteht eigentlich aus vier Bauten, die auf dem Hügel auf der Höhe des Daches des ersten Stockwerkes errichtet wurden. Die beiden südlichen Gebäude haben annähernd denselben Grundriss. Es handelt sich um vier Räume in einer Reihe, deren mittlere einen von zwei Säulen mit Kapitellen getragenen Eingang haben. Nur hinter den mittleren Räumen befindet sich jeweils ein weiterer, der durch sie zugänglich ist. Von diesen beiden Bauten ist nur der östliche, und zwar in seinem Mittelteil erhalten. Die Fassade ist im unteren Teil glatt, mit Verkleidungssteinen mittlerer Verarbeitungsqualität. Das mittlere Gesims besteht aus drei Gliedern, von denen das mittlere das breiteste ist, gefüllt mit auf- und abwärts gerichteten Sägesteinen. Die obere Wandfläche ist nur zur halben Höhe erhalten, sie zeigt abwechselnd Felder mit Kreuzsteinen, Gruppen von zwei Säulchen mit ursprünglich drei Bindungen und über der Mitte der Eingänge Chac-Masken. Es handelt sich um eine einfache Ausführung des Mosaik-Stils. Auf dem Gebäude waren Reste eines Dachkamms vorhanden. Die Rückseite besteht, ebenso wie die der oberen Wandhälfte des westlichen Baues, aus unbearbeiteten Steinen, was zu der Annahme veranlasst hat, hier wäre ein Anbau geplant, aber nicht ausgeführt worden. Da jedoch nicht wie in derartigen Fällen die Wandverkleidung für die geplanten Innenräume bereits ausgeführt wurde, ist eher anzunehmen, dass eine weitere Terrasse mit Kern aus Geröll angefügt werden sollte, auf der vielleicht ein weiteres Stockwerk hätte entstehen können.
Der dritte Bau liegt weiter zurück und ist komplett eingestürzt. Ein Grund hierfür düfte darin zu finden sein, dass die Stärke der Mauern merklich geringer ist als bei den anderen Bauten. Pollock, der den Mittelteil noch stehend antraf, beschrieb einen Eingang mit zwei Säulen und Kapitellen. Der Grundriss ist verwinkelt. Pollock vermutete 11 Räume. Der mittlere Raum ist unüblich breit. Die Fassade wird von relativ kleinen, ungenau bearbeiteten Steinen gebildet. An Dekoration ist nur das einfache, aus einem vorstehenden Band bestehende mittlere Gesims zu nennen, das über dem Säulen-Eingang um zwei Steinbreiten nach oben springt. Oberhalb der Säulen befindet sich eine Reihe mit einfachem Dekor aus dreieckigen Steinen. Die obere Wandfläche ist leicht zurückgesetzt und ebenfalls glatt in derselben Steinqualität; eine Zuordnung zum Frühen Puuc-Stil ist unzweifelhaft. Am weitesten nach hinten liegt ein kleiner, L-förmiger Bau mit vier Räumen. Erhalten und teilweise freigelegt ist ein nach Osten gerichteter Eingang mit einer Säule und Kapitell, der in einen relativ kleinen Raum führt, von dem eine Seitentüre in den in der Ecke der beiden Schenkel liegenden Raum führt. Fassadenteile sind nicht erhalten, eine Zuordnung zum Frühen Puuc-Stil ist deshalb nicht gesichert.

## Tempel(El Mirador)

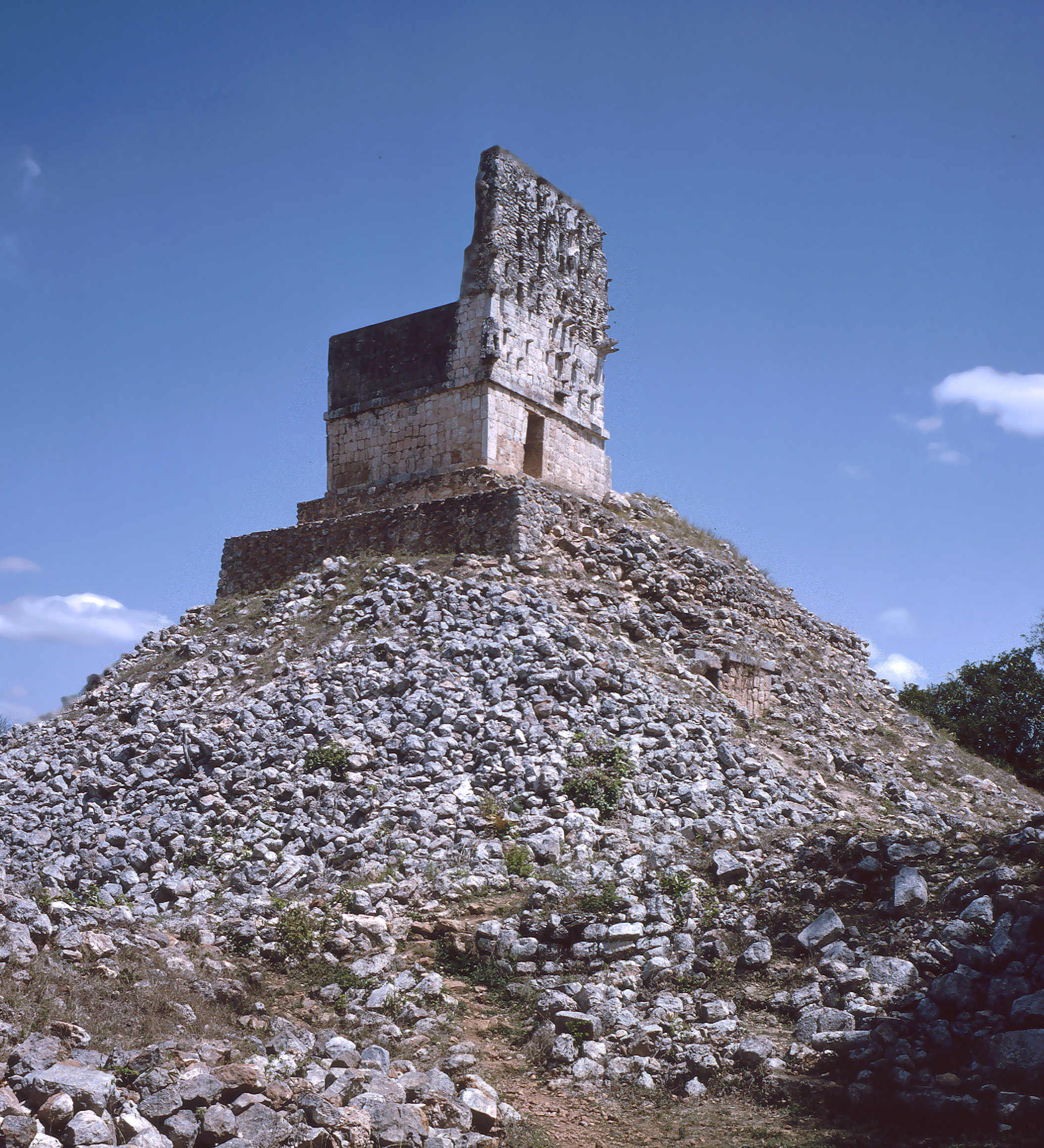
Mirador-Tempel

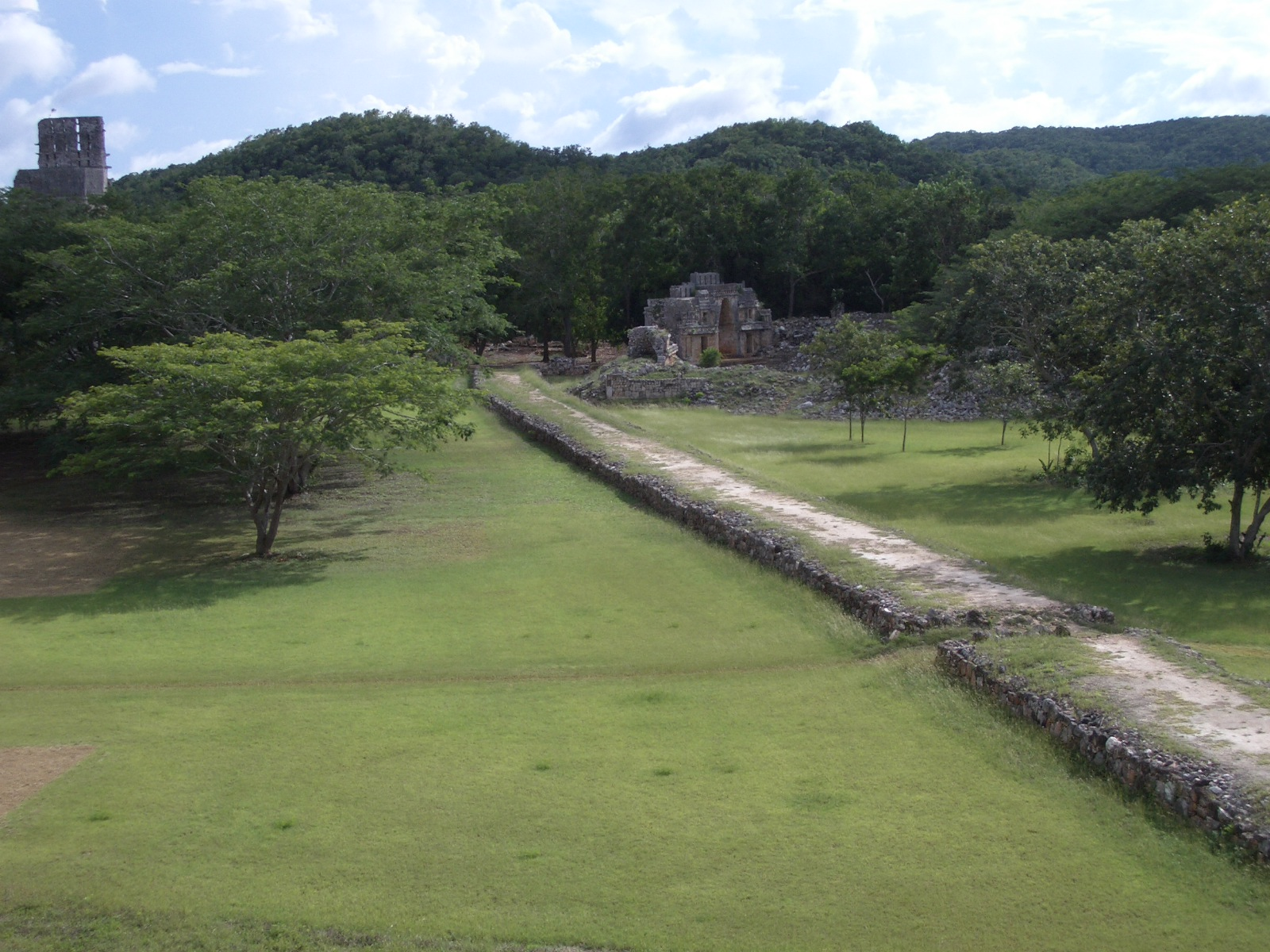
Tempel „Mirador“, Sacbé und Torbogen in Labná – 2003

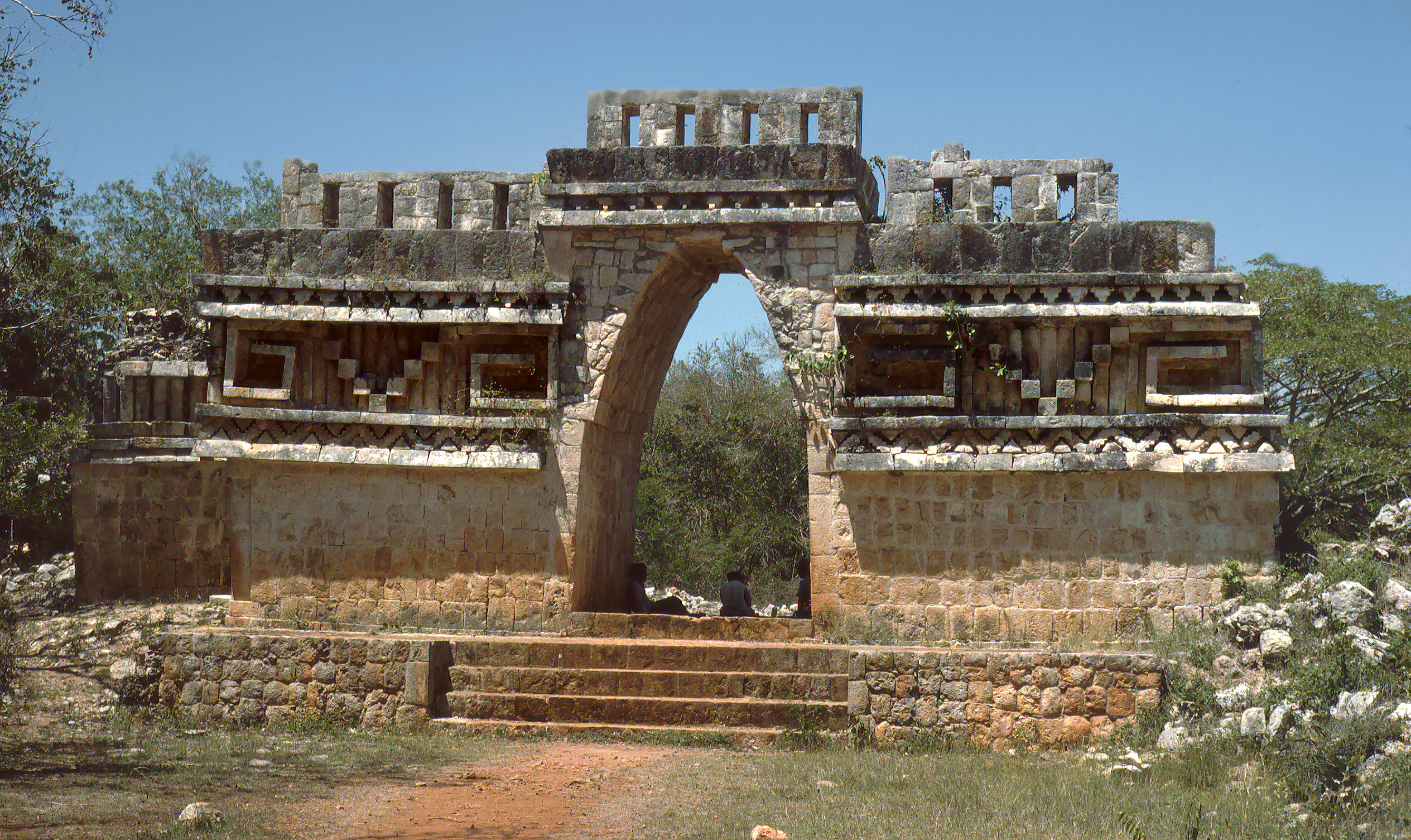
Torbogen, Ostseite

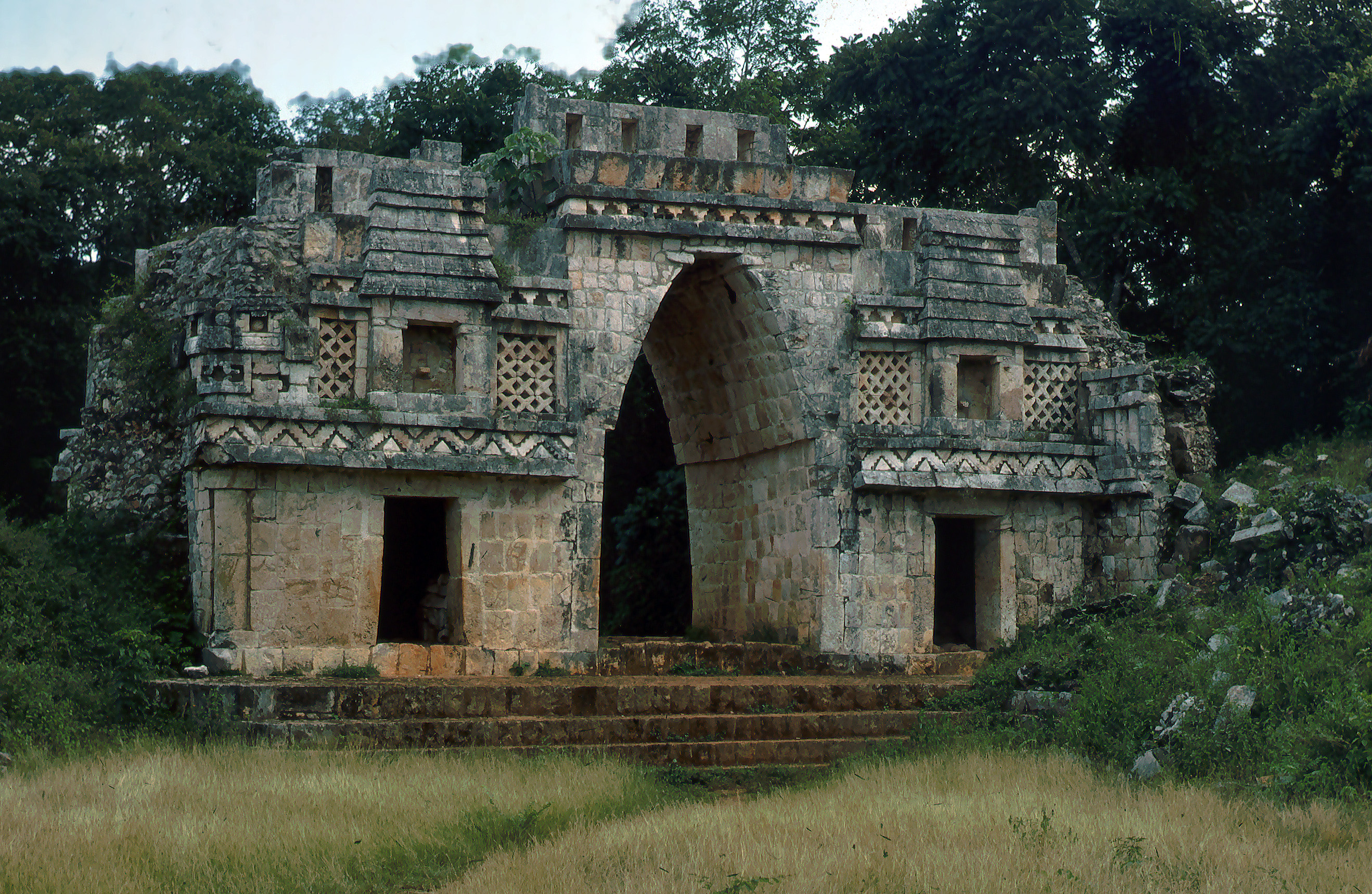
Torbogen, Westseite

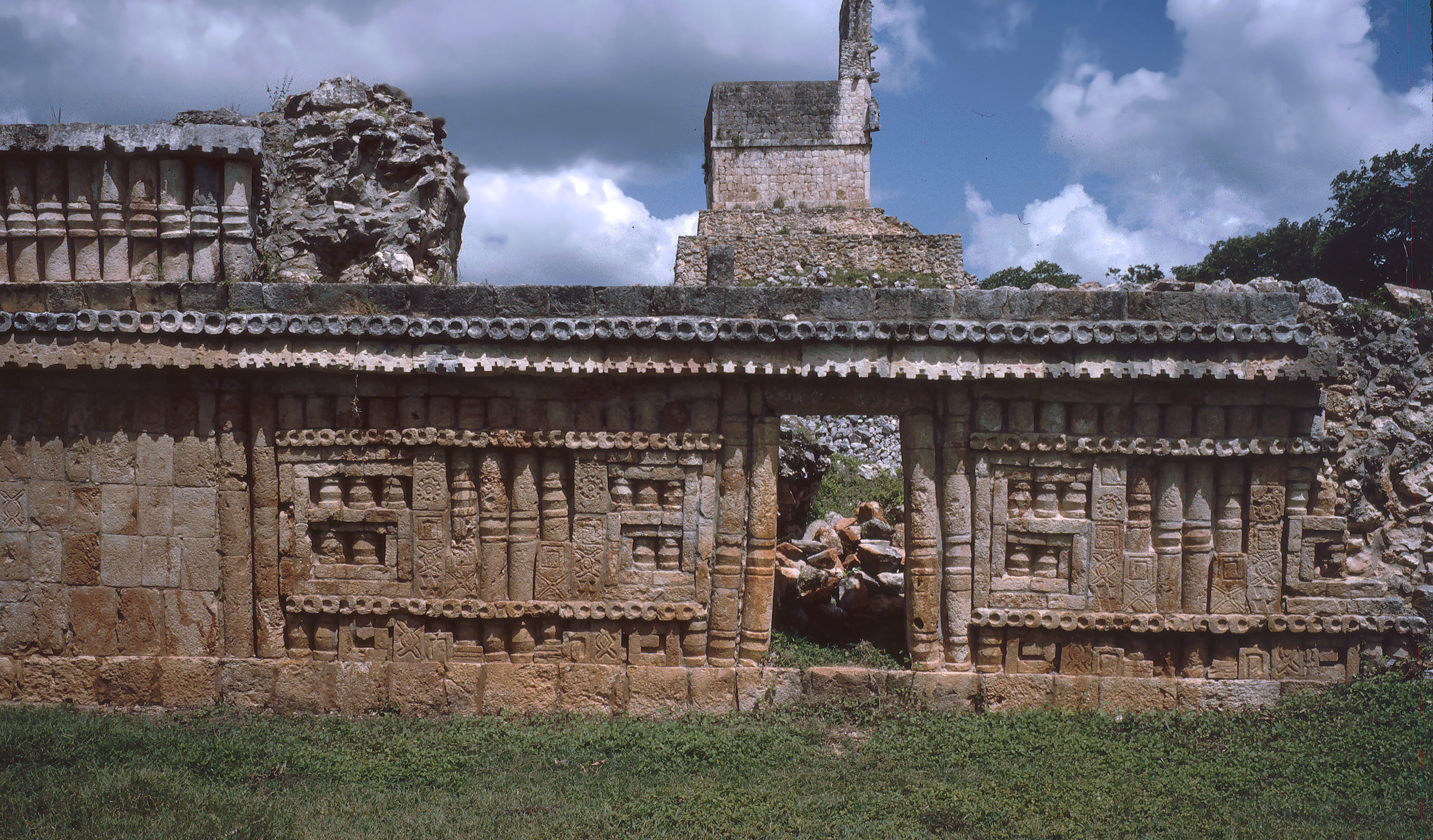
Voll dekorierte Fassade auf der Innenseite des Nebenflügels des Torbogens in Labná – 2003

Der Tempel steht auf einer 13 m hohen Pyramide, die an den Seiten vermutlich getreppt war, während von der Südseite eine monumentale Treppe zur Fassade des Tempels hinaufführte. Der Tempel hatte ursprünglich vier Räume in einer ungewöhnlichen Aufteilung: In der Mitte liegen zwei Räume hintereinander, wobei der nördliche, hintere durch den südlichen Raum zu betreten ist. Zu beiden Seiten dieses Raumes befinden sich rechtwinkelig angeordnet schmale Räume, deren Eingang an der südlichen Schmalseite liegt. Erhalten ist nur der westliche dieser Eingänge zu den Seitenräumen. Das Tempelgebäude entspricht dem frühen Puuc-Stil, der durch die glatte Fassade und das einfache Gesims charakterisiert ist. Die obere Wandhälfte weist zahlreiche vorspringende Steinblöcke auf, die einst Figuren und anderen Dekor getragen haben. Der Rest einer Figur ist an der südwestlichen Ecke noch erhalten. Direkt auf dieser Wandfläche sitzt ohne weiteres Gesims der Dachkamm auf, der wie üblich von zahlreichen schlitzartigen Öffnungen durchbrochen ist. Er war nicht mit Stein verkleidet, sondern mit Figuren und Ornamenten in Stuck, von denen kleine Reste noch sichtbar sind. Frühe Fotografien scheinen Spieler im rituellen Ballspiel zu zeigen. Auf halber Höhe der ehemaligen Treppe befindet sich an deren westlicher Seite ein einziger stark zerstörter Raum, der zu einer früheren Bauphase gehört haben muss und vor der Errichtung des gegenwärtigen Tempels mit Geröll angefüllt wurde. 

## Torbogen(Arco Triunfal)
Der etwa 14 m breite und 7 m hohe Torbogen ist als Kraggewölbe konstruiert. Dieses gilt als eine der wichtigsten architektonischen Errungenschaften der Maya. Der Bogen diente als dekorativer Durchgang zwischen zwei Höfen. Durchgänge dieser Art sind in zahlreichen Orten des Puuc-Gebietes zu finden, beispielsweise in Uxmal, Kabah, Oxkintoc, Xbanqueta und Dzekabtun.  
Die beiden Seiten des Torbogens von Labná sind in der oberen Wandfläche sehr unterschiedlich gestaltet: Die Südseite weist über einem Hintergrund von Säulchen eckige, gegenläufige Mäander und dazwischen auf- und absteigend kleine reliefierte Quadrate auf. Die Nordseite zeigt hohe Darstellungen von Häusern mit Palmblattdach (ähnlich wie im Nonnenviereck von Uxmal und in Chacmultún). Diese Häuschen werden zu beiden Seiten begleitet von Feldern mit gekreuzten Bändern. Die dreigliedrigen Gesimse sind auf beiden Seiten gleich: im mittleren Band des mittleren Gesims auf- und ablaufende schräge Sägesteine, im oberen Gesims kopfstehenden Treppenmotive. Über dem Torbau erhob sich einst ein Dachkamm, von dem nur kaum noch wahrnehmbare Reste vorhanden sind. 

## Säulchenbau oder L-förmiges Gebäude(Edificio de las Columnitas)

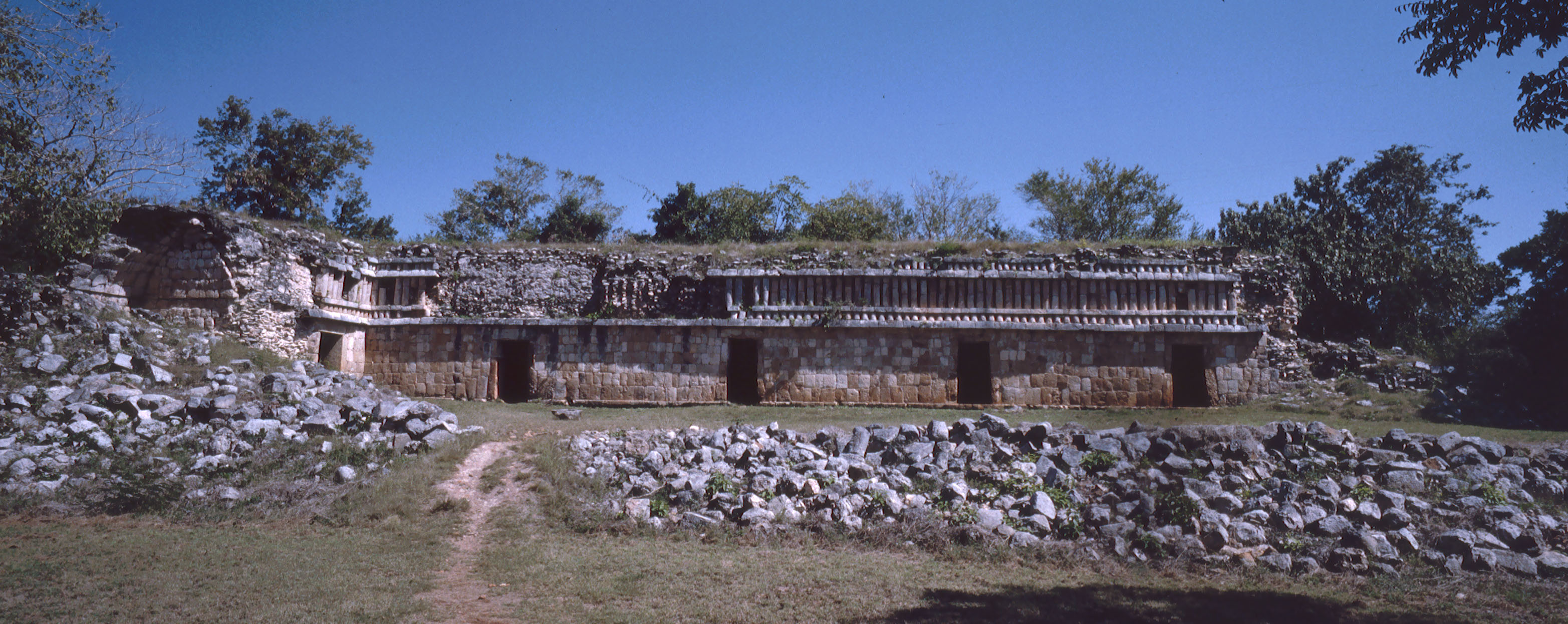
L-förmiges Gebäude

Das L-förmige Gebäude steht auf einem etwa 2 m hohen Unterbau südöstlich des Palastes und diente vermutlich der Oberschicht als Quartier. Die Raumaufteilung folgt einem Muster, das bei L-förmigen Gebäuden häufig ist. Der längere Gebäudeschenkel weist sechs Räume auf, von denen aber nur fünf einen Eingang von außen haben, so dass das Symmetrieprinzip (ungerade Zahl von Eingängen) gewahrt bleibt. Der letzte Raum, der sich an der Innenecke befindet, ist nur durch den benachbarten Raum zugänglich. Der kurze Schenkel weist zwei Räume auf. Dieser Schenkel und der letzte Raum des langen Schenkels scheinen später angebaut worden zu sein, denn man sieht die ursprüngliche nördliche Seitenfassade an der Innenwand des letzten Raumes. Die beiden Räume an den Enden des Gebäudes sind heute eingestürzt, eine Restaurierung steht noch aus.
Die Fassade im Säulchen-Stil gab dem Gebäude den Namen, denn alle Dekorelemente des Gebäudes bestehen aus ununterbrochenen Folgen von Säulchen: die mittleren Bänder der dreigliedrigen Gesimse und die obere Wandfläche. 

## Sacbé
Die knapp 1 m hoch über dem Gelände verlaufende Straße mit gemauerten seitlichen Begrenzungen verbindet den Palast mit dem Mirador-Tempel und dem benachbarten Hof.

## Zwillingsbauten(Grupo de los Gemelos)

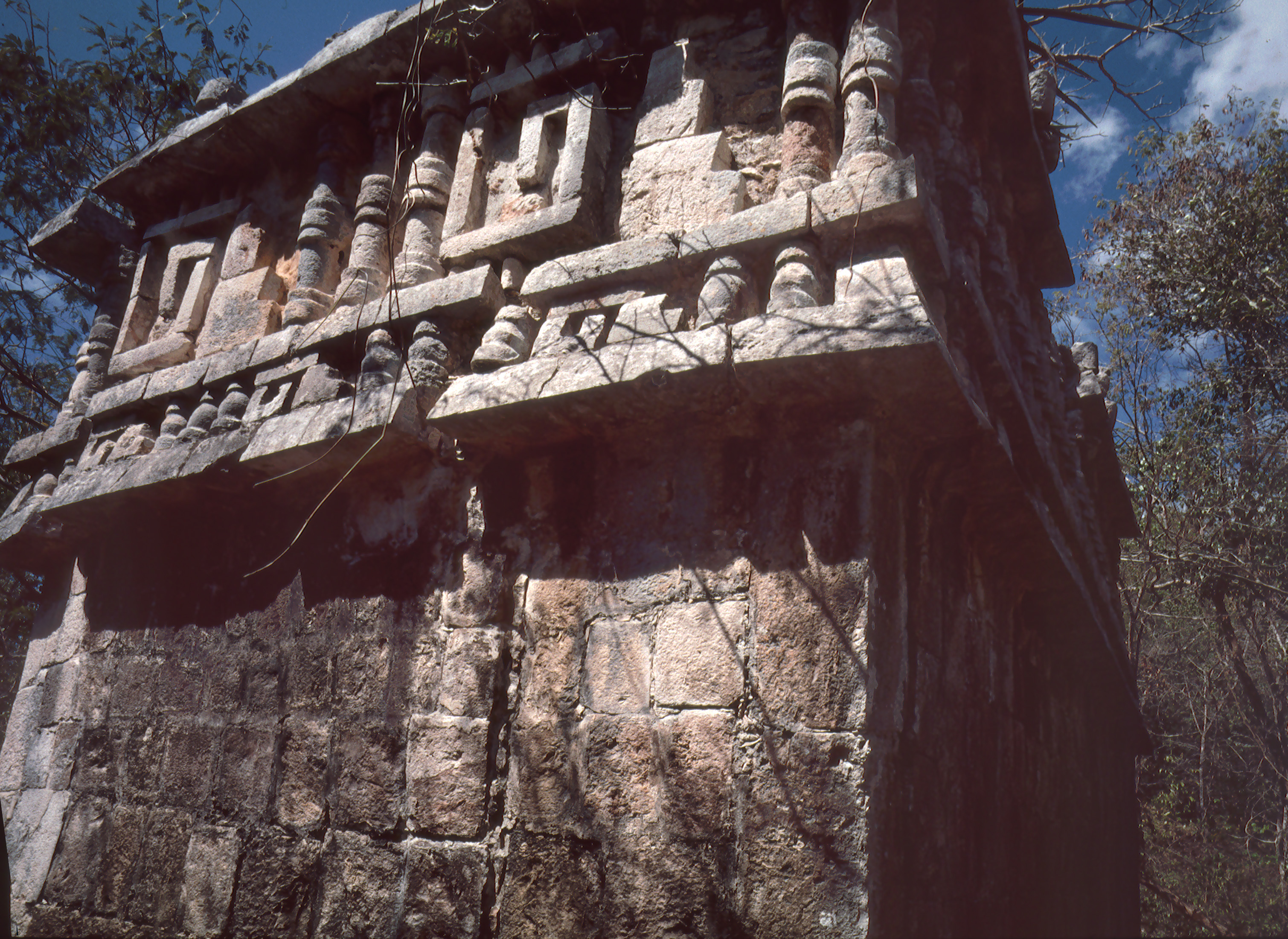
Zwillingsgebäude

Rund 700 m südsüdwestlich des Torbogens liegen auf einem Abhang zwei kleine weitgehend identische Bauten, die sich durch eine besonders prachtvolle Fassade auszeichnen. Die Eingänge sind mit Säulchen mit mehrfachem Bindungsdekor eingerahmt sowie von weiteren Ornamenten. Das mittlere Gesims zeigt entweder das Schlangenklapper-Motiv oder gebauchte Säulchen, die Stufenmäander abwechseln. Die obere Wandhälfte enthält Säulchen und Stufenmäander. Eine weitere Besonderheit ist, dass bei beiden Gebäuden eine Erweiterung um einen weiteren Raum konstruktiv vorbereitet war, es zu dessen Ausführung aber nicht gekommen ist. Der Zugang zu dieser im dichten Wald gelegenen Baugruppe ist derzeit nicht geöffnet.

## Xcanelcruz

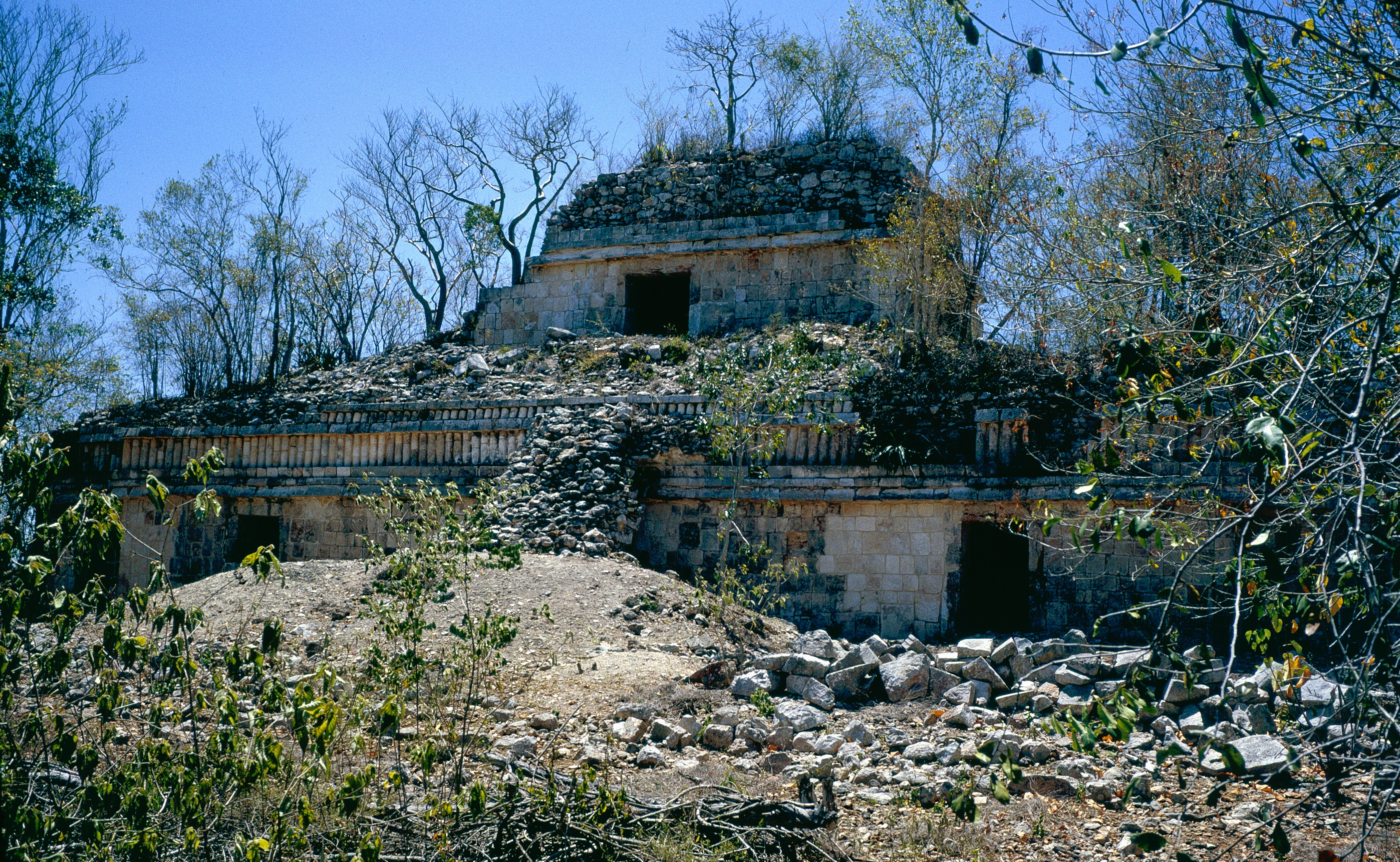
Xcanelcruz

Außerhalb des für den Tourismus geöffneten Bereiches von Labná liegt etwas mehr als 1 km nördlich des Palastes auf einem Hügel der kleine Palast von Xcanelcruz (in der älteren Literatur oftmals unter dem Namen Chuncatzim, der aber zu einem anderen in der Nähe gelegenen Fundort gehört).

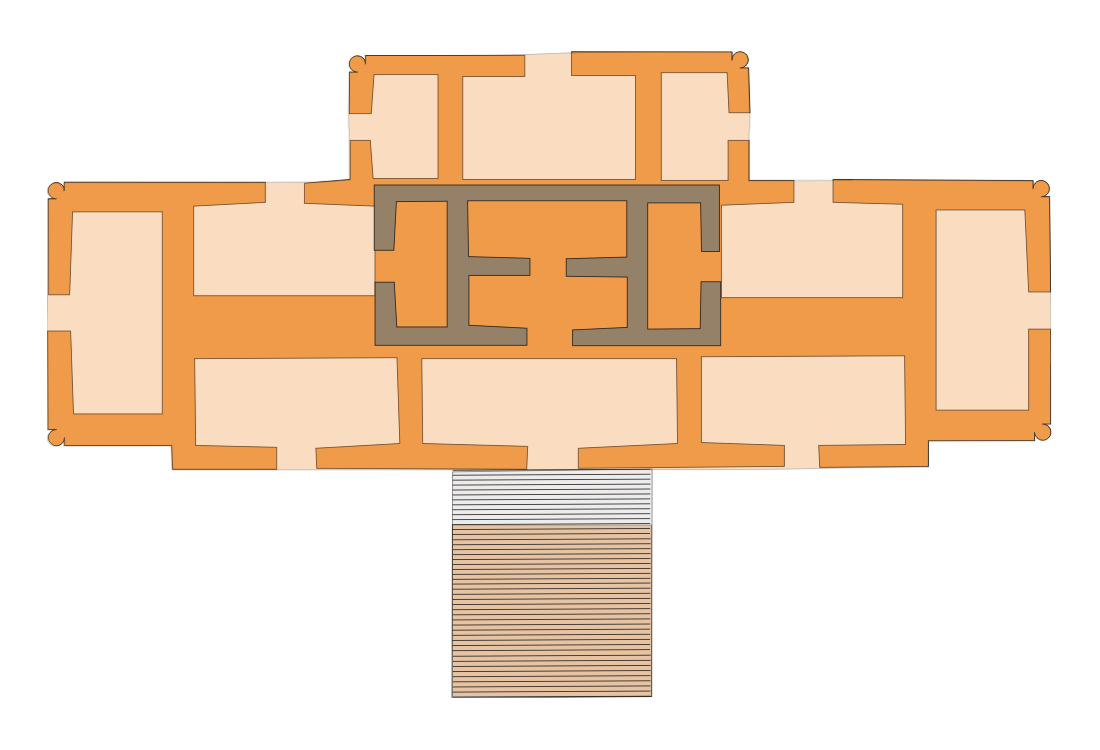
Plan des Hauptgebäudes von Xcanelcruz bei Labná

Das Gebäude ist ein gut erhaltenes und sehr typisches Beispiel für ein vierseitiges, zweistöckiges Gebäude um einen massiven Geröllkern. Möglicherweise war eine aus drei Räumen bestehende Kette von Räumen der erste Bauteil. an ihn wurde in der Mitte der Rückseite der Geröllkern angesetzt, um den an den drei Seiten jeweils ein Raum angesetzt wurde. Direkt hinter dem Geröllkern befindet sich ein vermutlich später angefügter kleinerer Bauteil aus drei Räumen. Jeder der Räume hat direkten Zugang von außen. Über die Fassade und den Eingang zum Mittelraum springt eine Treppe zum Dachniveau, die einen Durchgang entlang der Fassade freilässt. Das zweite Stockwerk besteht aus vier Räumen, zwei seitlichen und einem zentralen mit dahinter gelegenen zweiten Raum. Die Fassade entspricht völlig dem Säulchenstil: das mittlere Gesims besteht aus drei Gliedern: einem glatten Band, das von zwei schräg vorkragenden Bändern eingerahmt wird, es findet sich gleich auch auf dem Bau des zweiten Stockwerkes. Die obere Wandfläche ist durchgehend mit Säulchen ohne weiteren Dekor gefüllt. Das obere Gesims ist dreigliedrig, zwischen zwei glatten Bändern liegt eine kontinuierliche Reihe niedriger Säulchen. Die oberste, schräg vorkragende Abschlussreihe ist nicht erhalten. Die Ecken des hier als zweite Bauphase beschriebenen Bauteils werden durch dicke, zu drei Vierteln freistehende Säulen gebildet. An der Rückseite steht das Gesims ungewöhnlich weit vor.